# メガアース

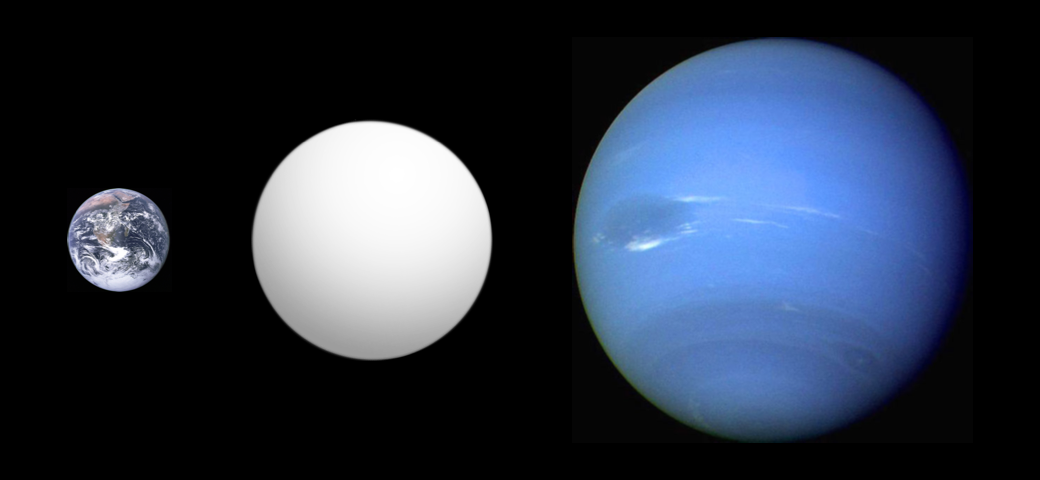
ケプラー10cと地球及び海王星の比較

メガアースとは、地球質量の少なくとも10倍である巨大な地球型惑星のために提案された造語である。メガアースは、スーパーアース（地球質量の約5~10倍を持つ地球型惑星と海洋惑星）よりも大幅に大きくなる。「メガアース」という用語は、ケプラー10cが地球よりもかなり密度の高い海王星質量を持つ惑星であることが明らかになった2014年に造られた。なお、ケプラー10cはそれ以降、その質量の半分弱の重さの典型的な揮発性物質に富む惑星であると判断された。

## 例
ケプラー10cは、メガアースとして分類された最初の太陽系外惑星であった。発見当時は、質量は地球質量の約17倍、地球半径の約2.3倍と考えられていたため、密度が高く、主に岩石で構成されていることを意味していた。ただし、いくつかの視線速度を用いたフォローアップ観測では、ケプラー10cの質量に対して異なる結果が得られ、すべて元の17地球質量の推定値をはるかに下回っている。2017年に、複数の異なる望遠鏡と分光器からのデータを使用したより注意深い分析により、ケプラー10cは約7.4地球質量である可能性が高く、メガアースではなく、典型的な揮発性物質が豊富なミニ・ネプチューンであることが判明した。
BD+20594bとも呼ばれているK2-56bは、メガアースである可能性がはるかに高く、約16地球質量と2.2地球半径である。2016年に発見された時点では、そのサイズの惑星で岩石の組成になる可能性が最も高く、事後確率は約0.43で地球型惑星であるのに十分な密度であった。比較のために、当時、ケプラー10cの対応する確率は0.1と計算され、ケプラー131bの場合は0.002と計算された。
ケプラー145bは、メガアースに分類される最も巨大な惑星の1つであり、質量は37.1地球質量、半径は2.65地球半径であるため、SMTPとして知られるメガアースのサブカテゴリに属する可能性がある。揮発性物質を含まない、地球のような岩石と鉄の組成を持っている可能性がある。同様のメガアースK2-66bは、質量が約21.3地球半径、半径が約2.49地球半径で、準巨星の周囲を公転している。その組成は主に小さな鉄の核と比較的薄い岩石の蒸気で構成されている。
ケプラー277bとケプラー277cは、同じ恒星の周囲を公転する惑星のペアであり、どちらも質量が約87.4地球質量と64.2地球質量、半径がそれぞれ約2.92地球半径と3.36地球半径のメガアースであると考えられている。